# André Pantigny
André Pantigny est connu en tant que militant socialiste et résistant français de la Seconde Guerre mondiale ; il est né à Oignies dans le Pas-de-Calais, le 3 juin 1900, et mort le 4 décembre 1944 au camp de concentration de Gross-Rosen, en Haute-Silésie (actuellement en Pologne).

## Carrière politique
Militant socialiste dans le Pas-de-Calais, il devient en 1929 secrétaire général de la fédération du Pas-de-Calais de la SFIO et, au congrès de 1934, il impose véritablement sa ligne dans le parti, obtenant la majorité sur le scrutin proportionnel et le vote des femmes.
En octobre 1937, il est élu conseiller général du canton de Carvin.
En 1938, il mène jusqu'à Barcelone un convoi de cinq camions de vivres et de médicaments pour venir en aide aux républicains espagnols.

## Action dans la Résistance
Dès juillet 1940, il est actif dans la Résistance et vit dans une semi-clandestinité. Il fait du renseignement, distribue des tracts, participe à des journaux clandestins, organise des sabotages et fait plusieurs voyages pour rencontrer les chefs de la Résistance en zone libre. Membre du Comité d'action socialiste, il devient de surcroît au début de 1943 le chef départemental du mouvement Libération-Nord dans le Pas-de-Calais.

## Arrestation et déportation
Il est arrêté le 12 juillet 1943 à la gare de Tourcoing par deux policiers français qui croyaient avoir affaire à du marché noir. Après avoir été torturé par la Gestapo, il est incarcéré à la prison de Loos-lez-Lille jusqu'au 27 mai 1944. Incarcéré un temps à la prison de Gross-Strehlitz, il arrive, en compagnie de plusieurs autres résistants, au camp de concentration de Gross-Rosen le 30 octobre 1944 et il y meurt le 4 décembre 1944.
Il a été élevé, à titre posthume, au grade de chevalier de la Légion d'Honneur.